# 2 eura

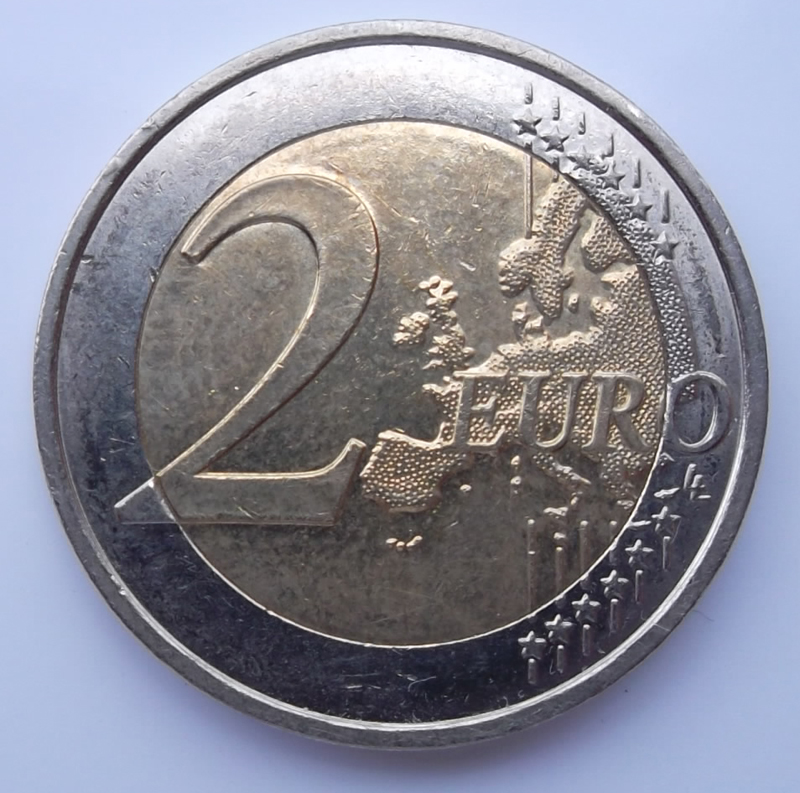
společná strana mince

Mince 2 eura je hodnotou největší mince (z celkem 8) měny euro. Jsou vyrobeny ze dvou slitin – vnitřní část je z niklové mosazi a vnější z mědiniklu. Mají průměr 25,75 mm, sílu 2,20 mm a hmotnost 8,50 g. Hrana mince je jemně vroubkovaná s vtlačeným nápisem nebo motivem. Všechny mince mají společnou lícovou stranu, rozdílnou národní rubovou stranu a různé národní nápisy nebo motivy na hraně mince. Mince ražené mezi lety 1999–2006 měly na lícové straně vyobrazeny pouze státy Evropské unie před rozšířením v roce 2004. Nové mince ražené od roku 2007 reagují na rozšíření Evropské unie a zobrazují celou Evropu – nejenom 15 původních států EU. Kromě běžných národních euromincí existují také oběžné pamětní dvoueurové mince.

## Rubová strana
- Andorra – státní znak Andorry
- Belgie – podobizna krále Belgičanů Filipa a jeho monogram „FP“ umístěný pod korunou
- Estonsko – mapa Estonska a nápis „Eesti“ (estonsky Estonsko)
- Finsko – plody a listy morušky
- Francie – zobrazení stylizovaného stromu v šestiúhelníku a francouzské motto „Liberté Egalité Fraternité“
- Chorvatsko - zeměpisná mapa Chorvatské republiky s chorvatským šachovnicovým vzorem v pozadí
- Irsko – tradiční irská harfa
- Itálie – portrét Danta Alighieriho od Raffaela Santiho
- Kypr – znázornění Pomoského idolu jako symbol kyperské kultury
- Litva – Vytis, státní znak Litvy
- Lotyšsko – portrét lotyšské dívky
- Lucembursko – portrét velkovévody Henriho
- Malta – osmicípý maltézský kříž
- Monako – portrét prince Alberta II.
- Německo – zobrazení německé orlice (státní znak), symbolu německé suverenity
- Nizozemsko – portrét krále Viléma-Alexandra a nápis „Willem-Alexander Koning der Nederlanden“
- Portugalsko – královská pečeť z roku 1144
- Rakousko – radikální rakouská pacifistka a držitelka Nobelovy ceny míru Bertha von Suttner
- Řecko – Európa unášená Diem, který na sebe vzal podobu býka
- San Marino – portrét svatého Marina, detail malby Giovana Battisty Urbinelliho
- Slovensko – slovenský státní znak Dvojkříž na trojvrší
- Slovinsko – France Prešeren a první verš sedmé strofy „Zdravljice“ (slovinsky Zdravice), slovinské národní hymny
- Španělsko – portrét Filipa VI., španělského krále
- Vatikán – znak papeže Františka

## Hrana mincí
| Stát        | Vlis                                |
| ----------- | ----------------------------------- |
| Andorra     | Hrana andorrské euromince 2 eura.   |
| Belgie      | Hrana belgické euromince 2 eura.    |
| Estonsko    | Hrana estonské euromince 2 eura.    |
| Finsko      | Hrana finské euromince 2 eura.      |
| Francie     | Hrana francouzské euromince 2 eura. |
| Chorvatsko  | Hrana chorvatské euromince 2 eura.  |
| Irsko       | Hrana irské euromince 2 eura.       |
| Itálie      | Hrana italské euromince 2 eura.     |
| Kypr        | Hrana kyperské euromince 2 eura.    |
| Litva       | Hrana litevské euromince 2 eura.    |
| Lotyšsko    | Hrana lotyšské euromince 2 eura.    |
| Lucembursko | Hrana lucemburské euromince 2 eura. |

| Stát        | Vlis                                |
| ----------- | ----------------------------------- |
| Malta       | Hrana maltské euromince 2 eura.     |
| Monako      | Hrana monacké euromince 2 eura.     |
| Německo     | Hrana německé euromince 2 eura.     |
| Nizozemsko  | Hrana nizozemské euromince 2 eura.  |
| Portugalsko | Hrana portugalské euromince 2 eura. |
| Rakousko    | Hrana rakouské euromince 2 eura.    |
| Řecko       | Hrana řecké euromince 2 eura.       |
| San Marino  | Hrana sanmarinské euromince 2 eura. |
| Slovensko   | Hrana slovenské euromince 2 eura.   |
| Slovinsko   | Hrana slovinské euromince 2 eura.   |
| Španělsko   | Hrana španělské euromince 2 eura.   |
| Vatikán     | Hrana vatikánské euromince 2 eura.  |